# Cristian Baroni
Cristian Mark Junior Nascimento Oliveira Baroni (Belo Horizonte, 25 de junho de 1983) é um ex-futebolista brasileiro que atuava como volante.

## Carreira

### Paulista
No início de sua carreira, Cristian foi destaque das categorias de base do Paulista de Jundiaí e foi campeão da Copa do Brasil de 2005.

### Atlético Paranaense
Após o título da Copa do Brasil de 2005, o volante foi contratado pelo Atlético Paranaense no dia 22 de agosto de 2005.

### Flamengo
Em julho de 2007, foi para o Flamengo e teve uma boa participação na ascensão do time no Campeonato Brasileiro daquele ano, que saiu da zona de rebaixamento e se classificou para a Copa Libertadores da América. Já em 2008, apesar de ter continuado no elenco flamenguista, Cristian esteve na reserva durante muitas partidas.

### Corinthians
Contratado pelo Corinthians em setembro de 2008, atuou em algumas partidas na Série B e fez parte do grupo que conquistou o acesso para a Série A do Campeonato Brasileiro. No ano seguinte, no Campeonato Paulista de 2009, Cristian fez o gol que deu a vitória ao Corinthians no primeiro jogo da semifinal contra o rival São Paulo, faltando 23 segundos para acabar a partida no Pacaembu. O volante voltou a balançar as redes numa vitória de virada, novamente contra o São Paulo, onde na comemoração fez gestos obscenos à torcida adversária. Na partida seguinte, no Morumbi, o atacante Ronaldo marcou um gol e repetiu o gesto de Cristian.
Alguns meses depois, o volante sagrou-se campeão da Copa do Brasil. Cristian marcou um único gol na competição, no dia 29 de abril, na derrota por 3 a 2 para o Atlético Paranaense, no jogo de ida das oitavas de final. Apesar do resultado negativo na primeira partida, o Corinthians venceu por 2 a 0 no jogo de volta e classificou-se para as quartas.

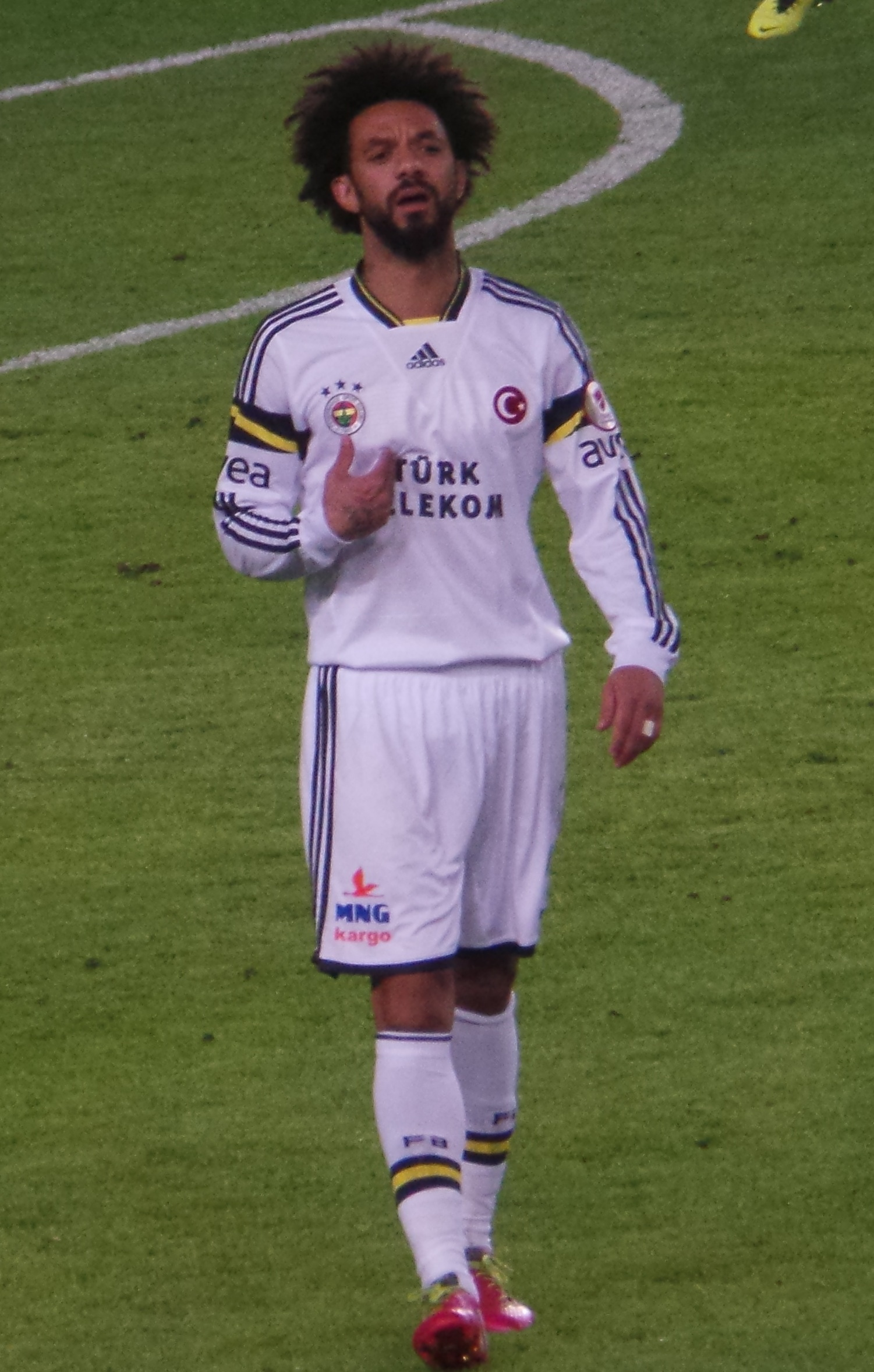
Cristian atuando pelo Fenerbahçe em dezembro de 2013

### Fenerbahçe
No dia 20 de julho de 2009, o Fenerbahçe anunciou a contratação do jogador por 7 milhões de dólares.
O Corinthians fez uma campanha de marketing visando o retorno de Cristian no início de 2012, mas o plano não vingou e o volante brasileiro  permaneceu na Turquia.

### Retorno ao Corinthians
No fim de agosto de 2014, Cristian rescindiu contrato com o Fenerbahçe após cinco anos. O motivo alegado foi a restrição ao número de jogadores estrangeiros no elenco. Depois de passar os últimos meses de 2014 treinando em particular, o volante foi anunciado oficialmente pelo Corinthians no dia 3 de janeiro de 2015.
No dia 15 de março de 2017, Cristian foi oficialmente afastado do elenco corintiano após fazer reclamações em uma entrevista que a diretoria não tinha comunicação, ficando de fora da lista de inscritos para o Campeonato Paulista. Além disso, segundo o volante, ele sentiu-se barrado de seguir sua carreira após mais de um ano de fora até mesmo da reserva do clube. Diversas equipes sondaram Cristian interessadas num empréstimo, mas o jogador recusou todas elas.

### Grêmio
No dia 4 de setembro de 2017, após seis meses afastado do elenco principal do Corinthians, o Grêmio anunciou a contratação do volante por empréstimo até o fim de 2017, mesmo período do fim do vínculo com o clube paulista. A ida do jogador para o time gaúcho foi para suprir a ausência do também volante Maicon, que não atuaria mais na temporada em virtude de uma lesão no tendão de Aquiles.

### São Caetano
No dia 23 de janeiro de 2018, Cristian acertou com o São Caetano até o fim do Campeonato Paulista.

### Juventus-SP
Já no dia 6 de fevereiro de 2020, foi anunciado como novo reforço do Juventus-SP.

### Atibaia
No dia 18 de janeiro de 2021, o Atibaia anunciou a contratação de Cristian para a disputa da Série A2 do Campeonato Paulista.

## Estatísticas
Atualizadas até 4 de abril de 2017
| Clube       | Temporada | Campeonato nacional¹ | Campeonato nacional¹ | Copa nacional | Copa nacional | Competições continentais² | Competições continentais² | Outros torneios³ | Outros torneios³ | Total | Total |
| Clube       | Temporada | Jogos                | Gols                 | Jogos         | Gols          | Jogos                     | Gols                      | Jogos            | Gols             | Jogos | Gols  |
| ----------- | --------- | -------------------- | -------------------- | ------------- | ------------- | ------------------------- | ------------------------- | ---------------- | ---------------- | ----- | ----- |
| Corinthians |           |                      |                      |               |               |                           |                           |                  |                  |       |       |
| 2008        | 11        | 2                    | 0                    | 0             | —             | —                         | 1                         | 0                | 12               | 2     |       |
| 2009        | 9         | 2                    | 10                   | 1             | —             | —                         | 20                        | 3                | 39               | 6     |       |
| 2015        | 13        | 1                    | 1                    | 0             | 1             | 0                         | 11                        | 1                | 26               | 2     |       |
| 2016        | 14        | 0                    | 2                    | 0             | 1             | 0                         | 4                         | 0                | 21               | 0     |       |
| 2017        | 0         | 0                    | 0                    | 0             | 0             | 0                         | 2                         | 0                | 2                | 0     |       |
| Total       | 47        | 5                    | 13                   | 1             | 2             | 0                         | 38                        | 4                | 100              | 10    |       |
| Total       | Total     | 47                   | 5                    | 13            | 1             | 2                         | 0                         | 38               | 4                | 100   | 10    |

¹Estão incluídos jogos e gols do Campeonato Brasileiro da Série A e da Série B

²Estão incluídos jogos e gols da Copa Libertadores e Copa Sul-Americana

³Estão incluídos jogos e gols pelo Campeonato Paulista e torneios amistosos

### Campeonatos
| Competição            | Partidas | Gols | Média |
| --------------------- | -------- | ---- | ----- |
| Amistosos¹            | 7        | 0    | 0,00  |
| Campeonato Paulista   | 31       | 4    | 0,12  |
| Campeonato Brasileiro | 36       | 3    | 0,08  |
| Série B               | 11       | 2    | 0,18  |
| Copa do Brasil        | 13       | 1    | 0,07  |
| Copa Libertadores     | 2        | 0    | 0,00  |
| TOTAL                 | 100      | 10   | 0,1   |

¹Estão incluídos jogos e gols de amistosos e torneios amistosos

## Títulos
Paulista
- Copa do Brasil: 2005

Flamengo
- Campeonato Carioca: 2008

Corinthians
- Campeonato Brasileiro - Série B: 2008
- Campeonato Paulista: 2009
- Copa do Brasil: 2009
- Campeonato Brasileiro - Série A: 2015

Fenerbahçe
- Supercopa da Turquia: 2009
- Süper Lig: 2010–11 e 2013–14
- Copa da Turquia: 2011–12 e 2012–13

Grêmio
- Copa Libertadores da América: 2017